# Жантовский, Михаэл
Михаэл Жантовский (чеш. Michael Žantovský; 3 января 1949, Прага, Чехословакия) — чешский политический, общественный и дипломатический деятель, журналист, психолог, прозаик, драматург, переводчик.

## Биография
Изучал психологию на философском факультете Карлова университета в Праге. После стажировки в 1968—1969 годах в Университете МакГилла в Монреале (Канада) работал психологом-исследователем.
В 1973—1980 годах работал в больнице Психиатрического центра в Праге, где занимался психологией мотивации и сексуального поведения. В 1980 году — сотрудник научно-исследовательского института.
В 1989 году стал одним из соучредителей чешского отделения ПЕН-клуба, запрещённого в ЧССР при коммунистических властях.
В ноябре 1989 года М. Жантовский — один из основателей Гражданского форума, организации, которая координировала свержение коммунистического режима в Чехословакии.
В январе 1990 года был назначен пресс-секретарём и советником президента Чешской Республики Вацлава Гавела.
В июле 1992 года назначен 1-м послом Чешской Республики в США (до 1997). В 1996 году вступил в Гражданско-демократический альянс.
Был избран депутатом Сената парламента Чешской Республики, где стал председателем Комитета по международным делам, обороне и безопасности. Как сенатор был одним из инициаторов принятия Закона о свободе информации в Чехии.
С 2003 по 2009 год был послом Чешской Республики в Израиле. С октября 2009 года по август 2015 года работал послом в Соединённом Королевстве.
В 2003 году М. Жантовский основал в Праге новый аналитический центр «Программа по исследованию атлантической безопасности» (PASS) и стал его первым исполнительным директором. С июля 2012 года является председателем совета директоров Aspen Institute в Праге и членом совета директоров Института Аспена.
С сентября 2015 года руководит Библиотекой Вацлава Гавела.

## Творчество
Начиная с 1980 года М. Жантовский занимался профессиональным переводом. В его творческом багаже более 50 произведений современной английской и американской фантастики, поэзии, драмы и научной литературы, в том числе произведения Джеймса Болдуина, Доктороу, Надин Гордимер, Хеллера, Мейлера, Тони Моррисона, Стоппарда, Вуди Аллена. Писал тексты песен. Печатался в самиздате, был корреспондентом Reuters в Праге.
Автор многих статей и эссе. Под псевдонимом «Даниэль Вольф» опубликовал шпионский триллер «Ochlazení. Špionážní thriller z blízké budoucnosti» (2008).